# ماتياس جيوردانو
ماتياس جيوردانو (بالإسبانية: Matías Giordano)‏ (11 سبتمبر 1979 بهايدو في الأرجنتين - ) هو لاعب كرة قدم أرجنتيني في مركز حراسة المرمى. لعب مع كيلمس وهوراكان.

## وصلات خارجية
- ماتياس جيوردانو على موقع قاعدة بيانات كرة القدم.إي يو (الإنجليزية)
- ماتياس جيوردانو على موقع Soccerway.com (الإنجليزية)
- ماتياس جيوردانو على موقع AS.com (الإسبانية)